# Эфендиев, Аскер
Аскер Эфендиев — киргизский борец вольного и греко-римского стиля, борец на поясах.

## Биография
По национальности — лезгин. Является выходцем селения Штул Курахского района, с рождения проживает в Кыргызстане. Пятикратный чемпион Кыргызстана по вольной борьбе, неоднократный призёр чемпионатов Кыргызстана по греко-римской борьбе и борьбе на поясах, чемпион Азии и призёром мира по борьбе на поясах. В 2006 году стал серебряным призёром чемпионата Кыргызстана по вольной борьбе, уступив в финале Магомеду Будунову. В 2013 году стал серебряным призёром чемпионата Кыргызстана по греко-римской борьбе, уступив в финале Мурату Рамонову. В феврале 2023 года в финале чемпионата Кыргызстана по вольной борьбе уступил Музафару Жаппуеву.

## Спортивные результаты
- Кубок мира по вольной борьбе 2011 — 12;